# Hybolasius optatus
Hybolasius optatus là một loài bọ cánh cứng trong họ Cerambycidae.